# بليكينج
بليكينج هي إحدى المقاطعات السويدية التقليدية ( landskap ) ، الواقعة على الساحل الجنوبي للمنطقة الجغرافية لجوتالاند ، في جنوب السويد.
يحدها سمولاند وسكانيا وبحر البلطيق , إنها ثاني أصغر مقاطعة في البلاد من حيث المساحة (فقط أولاند أصغر) ، وأصغر مقاطعة تقع في البر الرئيسي .
يأتي اسم «بليكينج» من صفة اللهجة bleke ، والتي تقابل المصطلح البحري «الهدوء الميت».

## الإدارة
لا تخدم المقاطعات التاريخية في السويد أي وظيفة إدارية. ومع ذلك، فإن بليكينج هي المقاطعة الوحيدة  إلى جانب جوتلاند ، والتي تغطي نفس المنطقة تمامًا مثل المقاطعة الإدارية ،وهي مقاطعة بليكينج.
مُنحت بليكينج أسلحتها الحالية في عام 1660 في وقت جنازة الملك تشارلز العاشر غوستاف ملك السويد (1622-1660) بناءً على ختم من القرن الخامس عشر , وتم وضع التيجان الثلاثة من شعار النبالة في السويد بشكل رمزي على جذع الشجرة للإشارة إلى التغيير في وضع المقاطعة الدنماركية السابقة ،التي تنتمي الآن إلى السويد. 
يتم تمثيل الذراعين بتاج دوقي.  بلازون : «أزور ، وهي شجرة بلوط تم القضاء عليها , أو تحمل ثلاثة تيجان من نفس الشيء.» 

## الجغرافيا
بالنسبة لبقية أنحاء السويد ، تتميز بليكينج بصيف دافئ وشتاء معتدل.  ويوجد في بليكينج أرخبيل ذو مناظر خلابة ويسمى أحيانًا «حديقة السويد» ( (بالسويدية: Sveriges trädgård)‏   ).
تتميز طبيعة بليكينج بغابات البلوط مع البندق العرضي وشعاع البوق المشترك .  أما عن التضاريس فهي عبارة عن تضاريس واد مشتركة غير مستوية ذات قيعان وادي مستقيمة وضيقة تتسع باتجاه الساحل.
 Bedrock في بليكينج هي في الغالب من الجرانيت والنيس في مقاطعة بليكينج بورنهولم الصخرية.  

## التاريخ
هنالك أدلة على سكن الإنسان في غرب بليكينج تعود إلى حوالي 9700 قبل الميلاد في منطقة فيزان . وفي ذلك الوقت ، كانت فيسان جزيرة صغيرة محاطة بالأراضي العشبية المفتوحة. 
ويعود تاريخ مستوطنة لاحقه في Ljungaviken المجاورة إلى 6500 قبل الميلاد وتحتوي على بقايا 50 منزلًا خشبيًا على الأقل وكلبًا مدفونًا.
أصبحت بليكينج جزءًا من مملكة الدنمارك في وقت ما في أوائل القرن الحادي عشر- على الأرجح عام 1026.
ووضعها قبل ذلك الحين غير معروف, ثم ظلت مقاطعة دنماركية لأكثر من 600 عام ،وشكلت مع مقاطعتي Skåne وHalland Skåneland الجزء الشرقي من المملكة الدنماركية حيث ساد قانون سكانيان ( Skånske Lov ). كمقاطعة حدودية ، غالبًا ما تعرضت بليكينج للإغارة والنهب من قبل القوات السويدية خلال الحروب الدنماركية السويدية. وفي عام 1658 ، تم التنازل عنها للسويد وفقًا لمعاهدة روسكيلد وظلت سويدية منذ ذلك الحين.
خلال الحقبة الدنماركية ، كانت مدينة Sölvesborg الساحلية مقر الإدارة في الجزء الغربي من المقاطعة وكريستيانوبل في الجزء الشرقي. 
تضمنت التحصينات البارزة خلال هذه الفترة مواقع في Elleholm و Sölvesborg و Lyckeby و Avaskär .  المدن في بليكينج مع امتيازات المدينة هي: رونيبي (1387) ، سولفسبورج (1445) ، إليهولم وكريستيانوبيل . وبعد إستيلاء السويد على مدينتين جديدتين ، كارلسهامن (المستأجرة عام 1664) وكارلسكرونا (1680) ، تم بناؤها ، وتم نقل سكان رونيبي وكريستيانوبيل قسراً إليهما , كارلسكرونا هي القاعدة البحرية الرئيسية في السويد لأكثر من 300 عام. 

### التقسيمات
المئات (في Götaland incl. Blekinge تسمى härad باللغة السويدية ،وفي Svealand تسمى hundare
كانت التقسيمات الفرعية التاريخية لمقاطعة سويدية ,وكانت مئات بليكينج هي Bräkne Hundred و Eastern Hundred و Lister Hundred و Medelstad Hundred .

## اللغة
في بليكينج ، كانت اللهجة مرتبطة تاريخيًا ارتباطًا وثيقًا بالسكان الدنماركية والشرقية ،وهو على الأرجح تأثير للروابط الإدارية السابقة مع سكانيا . اما اليوم ، فلم تعد اللهجة مهمة كما كانت من قبل ، بإستثناء Listerlandet بلغتها الخاصة. يمكن أيضًا العثور على اللهجة الشرقية للغة الدنماركية في جزيرة بورنهولم الدنماركية . 

## رياضات
تدار كرة القدم في المقاطعة من قبل Blekinge Fotbollförbund .

## أنظر أيضا
- معهد بليكينج للتكنولوجيا
- أرخبيل بليكينج

## روابط خارجية
- بليكينج - موقع سياحي رسمي